# Victor Huen
Victor Huen, né à Colmar le 21 mars 1874 et mort le 15 décembre 1939, est un peintre, lithographe et illustrateur alsacien, spécialisé dans la peinture militaire et l'illustration uniformologique. Il a notamment participé à l'illustration de la série des cartes uniformologiques Les uniformes du Premier Empire dirigée par le commandant Eugène Louis Bucquoy. Il a aussi travaillé en collaboration avec son confrère, l'illustrateur Hansi, pour des livres destinés à la jeunesse.

## Œuvres

### Illustrations
- Les Uniformes du Premier-Empire, 1904-1914, collectif
- Le Général Drouot : 1774-1847, Nancy, Édition de la Revue Lorraine illustrée, 1914, René Perrout
- L'Histoire d'Alsace : racontée aux petits enfants d'Alsace et de France, 1915, en collaboration avec Hansi
- La Merveilleuse Histoire du bon Saint Florentin d'Alsace par l'oncle Hansi, 1925, en collaboration avec Hansi